# 馬馬科查湖 (平拉區)
8°51′15.01″S 76°54′43.99″W / 8.8541694°S 76.9122194°W
馬馬科查湖（西班牙語：Mamacocha），是秘魯的湖泊，位於該國中部瓦努科大區，由瓦凱班巴省的平拉區負責管轄，處於亞瓦爾科查湖西北面，是平拉河的發源地。